# Brinasi
La brinasi è un enzima ottenuto dalla coltura in brodo di Aspergillus oryzae.
La brinasi ha attività fibrinolitica e proteolitica. Presenta un effetto diretto non solo sulla fibrina, ma anche su altri substrati come il fibrinogeno, la protrombina e i fattori V e VII della coagulazione del sangue. Il suo effetto trombolitico è inversamente proporzionale alla concentrazione di inibitori della plasmina nel sangue.
La brinasi è stata impiegata per liberare le cannule per emodialisi da eventuali intasamenti. Il suo impiego è stato proposto nel trattamento della claudicatio intermittens, in alcune neoplasie e nel trattamento di disordini tromboembolici.
Sono stati osservati, fra gli effetti avversi, nausea, diarrea, eruzioni cutanee, sedazione, parestesie, piressia, tachicardia, dolore sternale, spasmi e dolori vascolari, trombosi nel sito di iniezione, edema da infiltrazione, ematomi, insufficienza renale transitoria e anafilassi.